# Night Run/Heavens Gate - The U.S. Remixes
Night Run/Heavens Gate - The U.S. Remixes è un singolo del gruppo musicale inglese UFO. Fu pubblicato nel 1986, in due edizioni: nella prima il disco in vinile era di colore nero, nell'altra era rosso.

## Tracce
Lato A
1. Night Run (Gray, Mogg, McClendon)

Lato B
1. Heavens Gate (McClendon, Mogg)